# Metropoolregio Amsterdam
De Metropoolregio Amsterdam, ook bekend als MRA, is een bestuurlijk samenwerkingsverband van de provincies Noord-Holland en Flevoland, 30 gemeenten en de Vervoerregio Amsterdam, en is ook de naam van het grondgebied waarop de samenwerking betrekking heeft. Dit is het grondgebied van de 30 gemeenten, die samen een deel van het grondgebied van de twee provincies vormen: het zuiden van Noord-Holland en de gemeenten Almere en Lelystad in Flevoland. De regio heeft zo’n 2,5 miljoen inwoners.

De Metropoolregio Amsterdam strekt zich uit van IJmuiden tot Lelystad en van Purmerend tot de Haarlemmermeer. Het bereik van de Randstad is niet nauwkeurig gedefinieerd, maar de Metropoolregio Amsterdam kan worden omschreven als een ruime opvatting van de noordvleugel van de Randstad zonder de regio Alkmaar, inclusief Almere en Lelystad, maar exclusief de stad Utrecht en eventuele andere delen van de provincie Utrecht die tot de Randstad gerekend worden.
De regio beschikt onder meer over twee luchthavens (Amsterdam Airport Schiphol en Lelystad Airport), zeehavens, het financiële centrum van Nederland, de bloemenveiling van Aalsmeer, het Media Park en clusters van creatieve bedrijven. Daarnaast kenmerkt de regio zich door meerdere historische steden en landschappelijke variëteit.
De Metropoolregio bestaat sinds eind 2007, als opvolger van het Noordvleugeloverleg. De regio presenteert zich in het buitenland als Metropolitan Region Amsterdam.

## Deelregio's
De 30 gemeenten zijn ingedeeld in 7 deelregio's.
| Agglomeratie          | Gemeenten                                                                                | Inwonertal    | Groot-Amsterdam (COROP)    |
| --------------------- | ---------------------------------------------------------------------------------------- | ------------- | -------------------------- |
| Amsterdam             | Amsterdam                                                                                | ca. 905.000   | Ja                         |
| Almere en Lelystad    | Almere, Lelystad                                                                         | ca. 300.000   | Nee (Flevoland)            |
| Amstelland-Meerlanden | Haarlemmermeer, Amstelveen, Aalsmeer, Uithoorn, Ouder-Amstel, Diemen                     | ca. 355.000   | Ja                         |
| Gooi en Vechtstreek   | Hilversum, Gooise Meren, Blaricum, Laren, Huizen, Wijdemeren                             | ca. 260.000   | Nee (Gooi en Vechtstreek)  |
| IJmond                | Velsen, Beverwijk, Heemskerk                                                             | ca. 150.000   | Nee (IJmond)               |
| Zaanstreek-Waterland  | Zaanstad, Purmerend, Waterland, Oostzaan, Landsmeer, Wormerland, Edam-Volendam, Uitgeest | ca. 355.000   | Ja                         |
| Zuid-Kennemerland     | Haarlem, Zandvoort, Heemstede, Bloemendaal                                               | ca. 230.000   | Nee (Agglomeratie Haarlem) |
| Totaal                | Totaal                                                                                   | ca. 2.520.000 |                            |